# Les Gangsters (film)
Pour plus de détails, voir Fiche technique et Distribution.
Les Gangsters (Payroll) est un thriller britannique réalisé par Sidney Hayers, sorti en 1961.

## Synopsis
Un gang de malfaiteurs, mené par Johnny Mellors, prépare le braquage d'un nouveau fourgon hyper sécurisé d'une firme londonienne. Leur complice infiltré, le comptable Dennis Pearson, leur annonce que leur plan est risqué voire mortel, mais Johnny refuse d'abandonner son plan. Les préparatifs continuent mais le jour du passage à l’acte, le braquage prend une tournure dramatique quand Paker, le chauffeur du blindé, meurt tandis que Bert, l'un de ses hommes, est abattu par le collègue de Paker. Néanmoins, Mellors et ses deux autres hommes de main réussissent à fuir avec une forte somme d'argent.
À la suite de la mort de son père, Jackie Paker décide de se venger des responsables de son décès, dont Pearson qu'elle menace. L'étau se resserre autour de Mellors et de ses deux derniers complices, Monty et Blackie. Alors que Jackie s'apprête à les confronter, la femme de Mellors, Katie, tente de les diviser afin de prendre leur butin pour elle seule. Les deux femmes vont mener les malfaiteurs à leur perte.

## Fiche technique
- Titre : Les Gangsters
- Titre original : Payroll
- Réalisation : Sidney Hayers
- Scénario : George Baxt, d'après un roman de Derek Bickerton
- Montage : Tristam Cones
- Musique : Reg Owen
- Photographie : Ernest Steward
- Production : Norman Priggen et Julian Wintle
- Société de production : Lynx Films Ltd.
- Société de distribution : Anglo-Amalgamated
- Pays d'origine :  Royaume-Uni
- Langue originale : anglais
- Format : couleur
- Genre : thriller et film de gangsters
- Durée : 105 minutes
- Dates de sortie :
  -  Royaume-Uni : 20 avril 1961
  -  France : 19 janvier 1961
- Affiche : Macario Gómez Quibus (Espagne)

## Distribution
- Michael Craig : Johnny Mellors
- Françoise Prévost : Katie Pearson
- Billie Whitelaw : Jackie Parker
- William Lucas : Dennis Pearson
- Kenneth Griffith : Monty Dunston
- Tom Bell : Blackie
- Barry Keegan : Bert Iangridge
- Edward Cast : détective sergent Bradden
- Andrew Faulds : inspecteur Carberry
- William Peacock : Harry Parker
- Glyn Houston : Frank Moore
- Joan Rice : Madge Moore
- Vanda Godsell : Doll
- Stanley Meadows : Bowen
- Brian McDermott : Brent
- Hugh Morton : Mr John
- Keith Faulkner : Alf
- Bruce Beeby : Worth
- Murray Evans : Billy
- Kevin Bennett : Archie Murdock
- Mary Laura Wood : Mrs Murdock
- Pauline Shepherd : la secrétaire
- Paddy Edwards : Beryl
- Meadows White : Strange
- Michael Barrington : Hay
- Anthony Bate : détective (non crédité)
- Anita Sharp-Bolster : la propriétaire (non créditée)